# Willem van Apshoven
Willem Apshoven, auch Willem van Apshoven, (getauft am 5. September 1664 in Antwerpen) war wahrscheinlich ein flämischer Maler.
Er wohnte in Meppen (Niedersachsen). Er bekam mit seiner Frau Maria Helena Versen, die in Meppen geboren wurde, fünf Kinder. Am 3. Juni 1728 tritt er auf als Taufpate in Rhede (Emsland) als „Wilhelmus Abshoven pictor Meppensis“. Sein Sohn Ferdinand kommt im Status Animarum Meppen vom Jahre 1749 vor als „pistor“, Bäcker. Dies muss wohl auch „pictor“ sein.
Bei der Taufe seiner Tochter Anna Maria am 2. September 1693 in Meppen sind die Großeltern väterlicherseits, nämlich Ferdinandus von Abshoven und Anna Jusina von Overstrate die Taufpaten.
Willem Apshoven war der jüngste Sohn von Ferdinand Apshoven II. und schlug als Einziger von dessen fünf Kindern eine künstlerische Laufbahn ein. Er wurde bei der Malergilde in Antwerpen als Schüler des Joseph de la Morlet geführt. Ob er diese Lehre beendete und später weiterhin künstlerisch tätig war, ist bis heute, in Ermangelung eindeutig zuweisbarer Werke, unbekannt, doch ist davon auszugehen, dass er während seiner Ausbildung an Aufträgen seines Meisters mitgearbeitet und vermutlich auch eigenständige Bilder gemalt hat.

## Quelle
- Rijksbureau voor Kunsthistorische Documentatie

| Personendaten    | Personendaten                        |
| ---------------- | ------------------------------------ |
| NAME             | Apshoven, Willem van                 |
| ALTERNATIVNAMEN  | Apshoven, Willem                     |
| KURZBESCHREIBUNG | flämischer Maler                     |
| GEBURTSDATUM     | getauft 5. September 1664            |
| GEBURTSORT       | Antwerpen, Spanische Niederlande     |
| STERBEDATUM      | 17. Jahrhundert oder 18. Jahrhundert |